# 白木村 (福岡県)
白木村（しらきむら）は、福岡県八女郡にあった村。現在の八女市の一部。

## 地理
白木川流域に位置していた。
- 山：飛形山、鷹取山、御牧山[1]

## 歴史
- 1889年（明治22年）4月1日 - 町村制の施行により、上妻郡白木村が単独で村制施行し、白木村が発足[1][2]。大字は編成しなかった[1]。
- 1896年（明治29年）4月1日 - 郡の統合により八女郡に所属[1][3]。
- 1955年（昭和30年）4月1日 - 八女郡光友村、北山村、辺春村と合併して立花町を新設し廃止された[1][2]。

## 教育
- 1892年（明治25年） - 白木尋常小学校開設[1]。
- 1913年（大正2年） - 白木尋常高等小学校となる[1]。
- 1947年（昭和22年） - 白木中学校を併置[1]。
- 1951年（昭和26年） - 中学校は北山村との組合立筑南中学校に改組[1]。